# Lăncierii polonezi (Războaiele Napoleoniene)

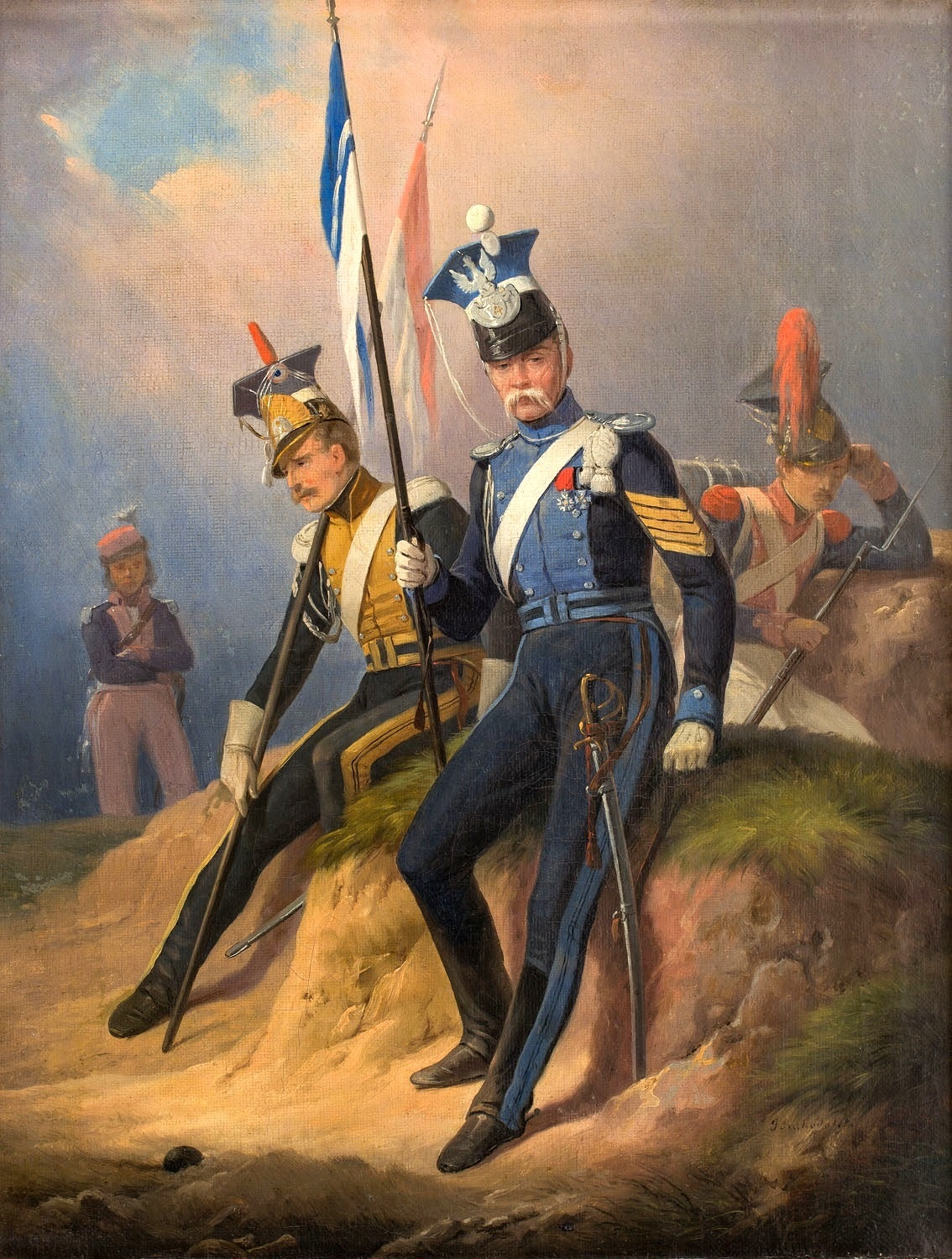
Lăncierii polonezi

În timpul Războaielor Napoleoniene au existat două regimente ale lăncierilor polonezi care au luptat în armata franceză — Regimentul 7 Cavalerie Ușoară Lăncieri (poloneză 7. Pułk Szwoleżerów-Lansjerów și Regimentul 8 Cavalerie Ușoară Lăncieri (8. Pułk Szwoleżerów-Lansjerów). Primul și-a avut originele în regimentul cavaleriei legionare, numit din 1807 Regimentul Lăncierilor Legiei Polono-Italiene și din 1808 Regimentul Lăncierilor Legiei Vistulene. Al 7-lea Regiment și Al 8-lea Regiment au fost formate simultan la data de 15 iulie 1811. De asemenea, au fost polonezi care au luptat și în alte regimente, de exemplu Primul Regiment de Cai ușori Lăncieri din Garda Imperială (1 Pułk Szwoleżerów-Lansjerów Gwardii Cesarskiej, franceză 1er régiment de chevau-légers lanciers polonais de la Garde impériale), format aproape integral din polonezi.
Lăncierii polonezi sunt denumiți în general, în literatura de specialitate, folosindu-se denumirea lor franceză, de chevau-légers (cavaleriști ușori) sau chevau-légers lanciers (cavaleriști ușori lăncieri).

## Regimentul 7 Cavalerie Ușoară Lăncieri
Unul dintre cele două regimente, Al 7-lea Regiment de Cai ușori Lăncieri a fost denumit de asemenea pe scurt Al 7-lea Regiment de Cai ușori (7. Pułk Lekkokonny). A constat aproape în întregime din polonezi – doar o parte mică a ofițerilor au fost francezi. Conform decretului Împăratului, recrutarea persoanelor de altă naționalitate a fost mai degrabă limitată, iar suplimente veneau din Ducatul Varșoviei.
Regimentul a luptat în Italia, Germania, Silezia, Spania și Franța. Succesele lor majoare au fost în bătălii ca: Hohenlinden și Albuhera. În timpul campaniei spaniole, spanioli i-au numit pe ei „los infernos picadores” (spaniolă lăncierii diabolici) pentru că această unitate a fost învinsă doar o dată, în bătălia de la Yevenes.

## Regimentul 8 Cavalerie Ușoară Lăncieri
Al 8-lea Regiment de Cai ușori lăncieri a fost format la data de 7 februarie 1811 sub numele de „Al 2-lea Regiment al Ulanilor de pe Vistula”, denumire schimbată la 15 iulie, în același an. Conducătorul lui a fost Tomasz Łubieński. Soldații din acestă unitate luptaseră anterior doar pe teritoriul polonez și apoi au făcut parte din Armata Ducatului Varșoviei.

## Primul Regiment de Cai ușori lăncieri din Garda Imperială

Bătălia de la Somosierra, în care a luptat Primul Regiment al Cavaleriei Ușoare și Lăncierilor al Gardei Imperiale.

Făcând parte din Garda Imperială, această unitate militară a luptat în cele mai importante bătălii ale Războaielor Napoleoniene, incluzând bătălia de la Wagram, bătălia de la Berezina, bătălia de la Hanau, bătălia de la Somosierra și campania de aparare a Franței din 1814. Regimentul a fost organizat conform decretului lui Napoleon din 9 aprilie 1807, din satul Frankenstein (astăzi Kamieniec Suski, voievodatul Varmia și Mazuria, Polonia). Conducătorul lui a fost Wincenty Krasiński (tatăl renumitului poet polonez Zygmunt Krasiński, iar conducătorii plutoanelor au fost Jan Kozietulski, Ferdynand Stokowski, Henryk Kamieński și Tomasz Łubieński (care mai târziu a devenit conducătorul Regimentului 7 Cavalerie Ușoară Lăncieri.
Numărul întreg al soldaților care au luptat în regiment în această epocă, este de 4.800. Majoritatea lor sunt polonezi, dar din regiment au făcut parte și francezi.